# 프렌치 커넥션 2
《프렌치 커넥션 2》(영어: The French Connection II)는 미국에서 제작된 존 프랭컨하이머 감독의 1975년 네오누아르 액션 스릴러 영화이다. 진 해크먼 등이 출연하였고, 로버트 L. 로즌 등이 제작에 참여하였다.
이 영화는 1971년 영화 《프렌치 커넥션》의 속편으로, 주인공 지미 “포파이” 도일 형사(진 해크먼 분)의 이야기를 이어간다. 그는 전작의 마지막에 탈출한 프랑스 마약상 알랭 샤르니에(페르난도 레이 분)를 추적하기 위해 마르세유로 향한다. 해크먼과 레이는 전작에 이어 이 영화에도 출연한 유일한 배우들이다.

## 줄거리
전편으로부터 4년 후 뉴욕 경찰 지미 “포파이” 도일(진 해크먼 분)은 여전히 찾기 힘든 마약왕 알랭 샤르니에(페르난도 레이 분)를 뒤쫓고 있다. 도일은 샤르니에를 추적하고 그의 마약 조직을 소탕하라는 상관의 명령을 받고 마르세유로 파견된다.
프랑스에 도착한 도일은 영어를 구사하는 수사관 앙리 바르텔레미(베르나르 프레송 분)를 만난다. 바르텔레미는 도일에게 그의 인사 파일을 읽었고 평판도 알고 있으며, 프랑스에서는 외국에서 온 경찰관의 총기 휴대가 엄격히 금지되어 있으므로 총기를 가져오지 않았기를 바란다고 말한다. 도일은 자신에게 할당된 경찰서 책상이 화장실 바로 옆에 배치돼 있음을 알게 된다. 바르텔레미는 도일의 무례한 태도와 험악한 범죄 수사 방식에 분개하고, 도일은 좀처럼 적응이 되지 않는 이 낯선 나라에서 계속 언어 문제에 부딪힌다. 
도일은 바에서 술 주문에 겨우 성공한 뒤 바텐더와 친해져 그에게 술을 사준다. 문 닫을 시간이 되자 도일과 바텐더는 함께 비틀거리며 바를 나서고, 이들의 뒤를 두 남자가 몰래 따라간다. 이들은 도일을 감시 중인 프랑스 경찰 호위로 밝혀진다. 도일은 프랑스 경찰이 자신을 미끼로 샤르니에를 유인해 내려 하고 있음을 알지 못한다. 다음 날 도일이 야외 비치 발리볼 경기를 보고 있을 때 근처 식당에 있던 샤르니에가 그를 발견한다. 혼자 힘으로 샤르니에를 찾기로 결심한 도일은 밤에 프랑스 경찰 호위를 피해 도망치지만 샤르니에가 보낸 부하들에게 사로잡히고 이 과정에서 도일의 감시자 한 명도 살해된다.
이들은 도일을 구시가지의 외딴 허름한 호텔로 데려가 심문하고, 그를 굴복시키기 위해 몇 주 동안 헤로인을 주사한다. 도일의 중독이 점점 심해져 가는 가운데 한 노부인(캐슬린 네즈빗 분)이 정신이 몽롱한 도일을 찾아온다. 이 온화한 노부인은 도일이 겪고 있는 곤경에 동정심을 느끼는 것처럼 보이지만 곧 노부인의 팔에 있는 헤로인 주사 바늘 자국(track)이 드러나고, 노부인은 도일의 시계를 훔친다.
바르텔레미는 도일을 찾기 위해 곳곳에 경찰을 파견한다. 샤르니에는 헤로인을 갈망하는 도일에게 그가 아는 바를 캐묻지만, 도일은 자신이 그저 그를 알아볼 수 있는 유일한 사람이기 때문에 이곳으로 파견되었다고 말한다. 샤르니에는 도일의 말을 믿고 마지막으로 주사 한 방을 놓아 헤로인을 대량으로 주입한 뒤 그를 풀어준다. 도일은 간신히 숨이 붙어 있는 상태로 경찰 본부 앞에 버려진다. 소생술과 고통스러운 금단 증상 장면들이 이어진다. 도일의 생명과 명예를 지키기 위해 바르텔레미는 즉시 도일을 경찰서 유치장에 격리하고 헤로인을 완전히 끊어 버린다. 바르텔레미는 도일의 회복 과정을 감독하면서 정서적 지지를 주는 한편 그의 강인함에 의문을 제기하며 다그치는 방식을 쓰며 도일이 물리적 금단 주기를 완료하도록 돕는다.
도일은 다시 일어설 수 있을 만큼 건강해지자 체력 회복에 나선다. 마르세유를 뒤지던 도일은 자신이 끌려왔던 은신처인 호텔을 발견하고 불을 지른다. 도일은 도망가는 샤르니에의 부하를 쫓아가 샤르니에의 행방을 알아낸다. 항구에서는 아편 운반이 진행 중이다. 도일, 바르텔레미, 그리고 다른 수사관들은 하역 중인 배로 달려가고, 이들은 건선거에서 샤르니에의 부하들과 총격전을 벌인다. 깡패들이 배수로를 열어 물이 쏟아져 들어오기 시작한다. 샤르니에의 부하들과 경찰관 한 명이 사망하는 가운데 도일이 정신을 잃은 바르텔레미를 물속에서 구출한다.
프랑스 경찰은 도일을 바로 본국으로 돌려보내려 한다. 하지만 도일은 거래가 완료되지 않았다고 판단하고 그에게 목숨을 빚진 바르텔레미에게 계속 배를 감시하도록 설득한다. 결국 이들은 샤르니에의 부관을 만나러 가는 배의 선장을 발견한다. 경찰은 추적 끝에 마약 창고에 도달해 샤르니에 일당을 급습하지만 집중 포화를 맞닥뜨린다. 도일은 총을 집어 들고, 기관총으로 자신들을 쏘던 한 갱단원을 사살한다. 샤르니에의 부관과 다른 사람들은 승합차에 마약을 싣고 도망을 시도하지만 바르텔레미가 창고 문을 닫아 저지한다. 그 사이 샤르니에가 탈출한다.
도일은 진이 빠지게 발로 뛰며 샤르니에를 추격한다. 멀리서 본인 요트를 타고 항구를 떠나는 샤르니에를 발견한 도일은 잔교 끝에서 요트를 따라잡고 권총을 꺼낸 뒤 샤르니에의 이름을 외친다. 몇 초 후 샤르니에가 뒤를 돌아보고 놀란 표정을 짓고, 도일의 총에 맞아 사망한다.

## 출연진
- 진 해크먼
- 페르난도 레이
- 베르나르 프레송
- 필리프 레오타르
- 에드 로터
- 샤를 미요
- 장피에르 카스탈디
- 캐슬린 네즈빗

## 기타 제작진
- 미술: 자크 소니에